# Dimitrios Theodoridis
Dimitrios Christoforos Theodoridis (Grieks: Δημήτριος Χριστόφορος Θεοδωρίδης) (Thessaloniki, 8 augustus 2002) is een Grieks voetballer die doorgaans als aanvaller speelt. Hij speelt met ingang van het seizoen 2025/26 voor De Graafschap.

## Clubcarrière
Theodoridis speelde in de jeugdopleiding bij PAOK Saloniki, Olympiakos Piraeus, Asteras Tripolis en op seniorenniveau bij AO Kardias alvorens hij eind maart 2021 zijn eerste profcontract tekende bij Panserraikos FC, destijds spelend in de Football League (niveau 3). Hij was een maand later in zijn debuutwedstrijd tegen Apollon Pontou (0–3 overwinning) gelijk trefzeker. Na afloop van het seizoen steeg de ploeg naar het tweede niveau, de Super League 2, vanwege een herstructurering in de Griekse voetbalpiramide. Op dit niveau kwam Theodoridis vijfmaal in actie, waarna hij in februari 2022 Panserraikos achter zich liet en terugkeerde naar het amateurvoetbal.
Op 3 januari 2024 bood de Griekse topclub AEK Athene Theodoridis een nieuwe kans in het profvoetbal. Hij sloot per direct aan bij het B-elftal, spelend op het tweede niveau. In april 2024 volgde zijn eerste doelpunt voor het tweede elftal, in een treffen met Makedonikos. In het seizoen 2024/25 was de spits een vaste waarde en droeg hij regelmatig de aanvoerdersband. Hetzelfde seizoen mocht hij ook driemaal meespelen in het eerste elftal, waarvan tweemaal in de competitie en een keer in de Griekse voetbalbeker.
Op 14 mei 2025 presenteerde De Graafschap Theodoridis als eerste versterking voor het nieuwe seizoen. De voetbalclub uit Doetinchem contracteerde de Griekse spits voor twee seizoenen met de optie voor nog twee jaar. Hij ging de boeken in als de derde Griekse speler in de clubgeschiedenis. Kostas Dedeletakis en Giannis Mystakidis gingen hem voor.
1 Wieggers ·
2 Saarinen ·
3 Besselink ·
4 Willemsen ·
5 Schoppema ·
6 Kaak ·
7 Van Gilst ·
8 Warmerdam ·
9 Cooper-Love ·
10 Mahi ·
11 Colyn ·
12 Kremers ·
14 Hardeman ·
15 Van de Haar ·
16 Smits ·
19 Hassan ·
20 Hillen ·
21 Symons ·
22 Fortes  ·
23 Brittijn ·
24 Bouwman ·
25 Jonkers ·
26 Seuntjens ·
27 Najah ·
28 Van der Heide ·
29 Grotenhuis ·
30 El Kadiri ·
31 Najjar ·
32 Hartgers ·
33 Niemeijer ·
34 Yadir ·
37 Marçal ·
38 Eijken ·
39 Kaninda ·
40 Boersma ·
40 Kwint ·
42 Wevers ·
47 El Jebli ·
Coach: Dijkhuizen
· Assistent-coach: Siers
· Assistent-coach: De Waard
· Keeperstrainer: Rondeel